# Eschatarchia lineata
Eschatarchia lineata är en fjärilsart som beskrevs av W. Warren 1894. Eschatarchia lineata ingår i släktet Eschatarchia och familjen mätare. Inga underarter finns listade i Catalogue of Life.